# Andrzej Kojder
Andrzej Kojder (ur. 25 kwietnia 1941 w Grzęsce, zm. 18 stycznia 2021 w Warszawie) – polski socjolog prawa, doktor habilitowany nauk humanistycznych, profesor nadzwyczajny Wydziału Prawa i Administracji Uniwersytetu Warszawskiego.

## Życiorys
Jego rodzicami byli: działacz ruchu ludowego Władysław Kojder (1902–1945) i Aurelia z domu Winkiel (1906–1959). Był mężem Ewy Pajestki-Kojder (ur. 1953) oraz ojcem Kai Kojder-Demskiej.
Specjalizował się w socjologii prawa. Od 1969 pracował na Uniwersytecie Warszawskim, od 1976 r. na Wydziale Prawa i Administracji, gdzie w latach 1981–1987 był zastępcą dyrektora Instytutu Nauk o Państwie i Prawie, a następnie do roku 2016 kierował Zakładem Socjologii Prawa, przekształconym później w Katedrę Socjologii Prawa. W 1997 na podstawie dorobku naukowego oraz rozprawy pt. Godność i siła prawa uzyskał na Wydziale Filozofii i Socjologii UW stopień doktora habilitowanego nauk humanistycznych w zakresie socjologii. Jego szczególną pasją było propagowanie dorobku Leona Petrażyckiego.
Wypromował ponad stu magistrów i troje doktorów. Był autorem ponad trzystu publikacji. Działał w środowisku naukowym, m.in. był przewodniczącym Polskiego Towarzystwa Socjologicznego (1998–2002), członkiem Zarządu Transparency International Polska (2001–2004), przewodniczącym Komitetu Socjologii PAN (2003–2011), przewodniczącym Rady Fundacji CBOS (2006–2009), członkiem Komitetu Badań nad Zagrożeniami przy Prezydium PAN (2007–2011), członkiem Rady Naukowej Ośrodka Badawczego Adwokatury im. Witolda Bayera (2010–2013), ekspertem Narodowego Centrum Nauki (2013–2014). Na forum międzynarodowym: w International Sociological Association pełnił funkcje: członka Rady Dyrektorów Komitetu Badawczego Socjologii Dewiacji i Kontroli Społecznej (1990–1994) oraz wiceprzewodniczącego Komitetu Badawczego Socjotechniki (1998–2002), zaś w International Union of Anthropological and Ethnological Sciences był członkiem Commision on Folk Law and Legal Pluralism (1984–1993).
W pracy pozaakademickiej był dyrektorem Biura Obsługi Politycznej Prezydenta RP, a następnie podsekretarzem stanu w Kancelarii Prezydenta RP (1992–1995) oraz szefem Gabinetu Politycznego Ministra Kultury i Sztuki (1999–2000).
Został odznaczony Brązowym Krzyż Zasługi (2004) i Krzyżem Kawalerskim Orderu Odrodzenia Polski (2020).
Pochowany na cmentarzu Powązki Wojskowe w Warszawie (kwatera A3 tuje-2-49).

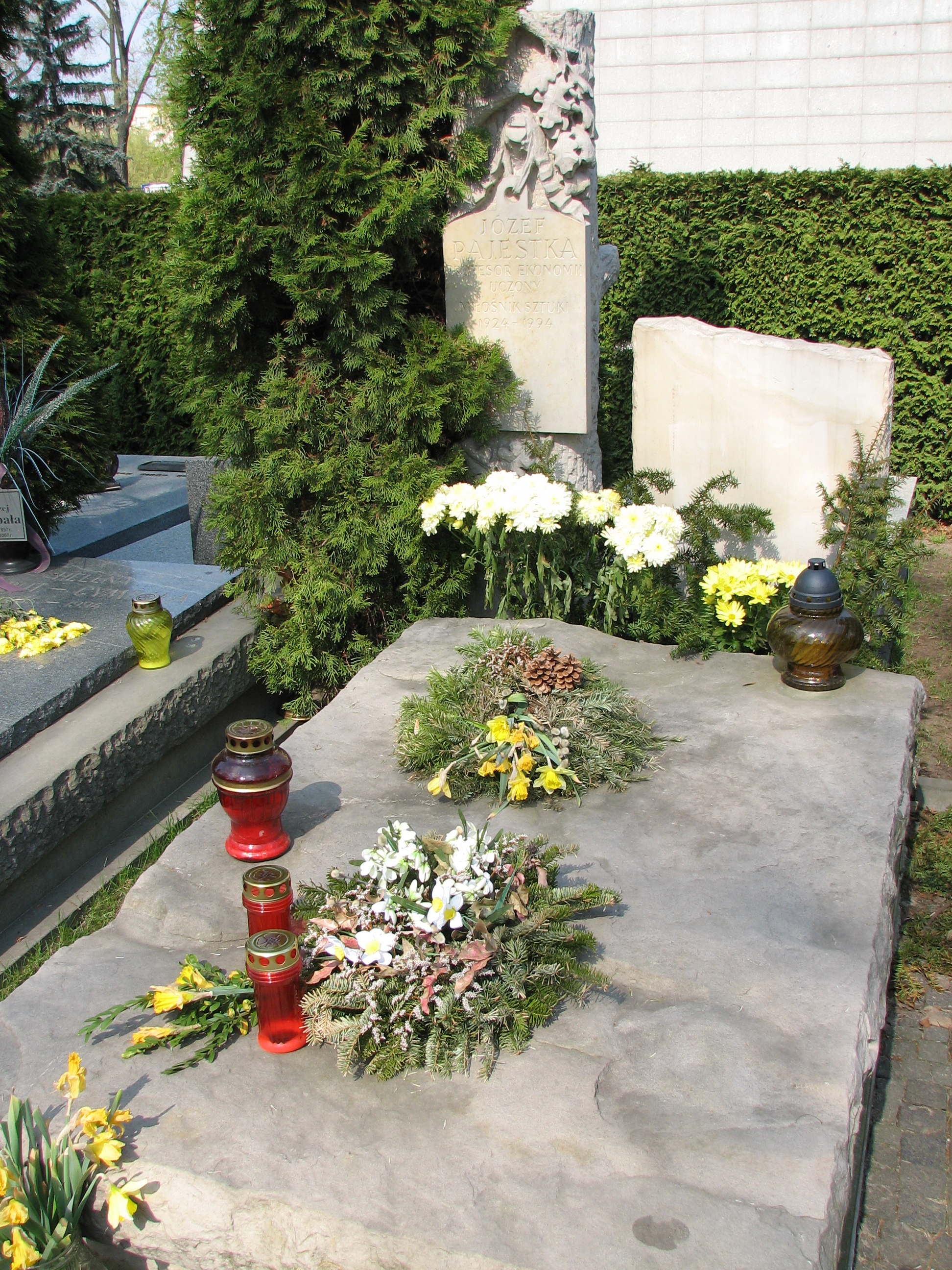
Grób na Powązkach Wojskowych w Warszawie

## Wybrane publikacje
- Anegdoty, limeryki, epifanie : o socjologii i socjologach (2009)
- Godność i siła prawa. Szkice socjologicznoprawne (2001)
- Social deviance and victimology : contents an International Bibliography of Social Deviance (1938–1981) (1982)
- Socjologia prawa : główne problemy i postacie (współred., 2014)
- Socjologia humanistyczna Floriana Znanieckiego : przesłanie dla współczesności (współred., 2010)
- Problemy prawa i administracji (red., 2010)
- Los i wybór : dziedzictwo i perspektywy społeczeństwa polskiego : pamiętnik XI Ogólnopolskiego Zjazdu Socjologicznego, Rzeszów-Tyczyn 20-23 września 2000 r. (współred., 2003)
- Dawne i nowe problemy społeczne : szkice do obrazu społeczeństwa polskiego u progu XXI stulecia (red., 2002)
- Klimaty korupcji (współred., 2002)
- Rok 1989 : nowa Polska, odmieniona Europa (współred., 1999)[6]